# Eurema xantochlora
Eurema xantochlora är en fjärilsart som först beskrevs av Vincenz Kollar 1850.  Eurema xantochlora ingår i släktet Eurema och familjen vitfjärilar. Inga underarter finns listade i Catalogue of Life.